# استان اولتیما اسپرانزا
اولتیما اسپرانزا (به اسپانیایی: Provincia de Última Esperanza) یک استان در شیلی است که در منطقه ماژلان و جنوبگان شیلی واقع شده‌است. استان اولتیما اسپرانزا ۵۵٬۴۴۳٫۹ کیلومتر مربع مساحت و ۱۸٬۶۸۵ نفر جمعیت دارد.